# Ridterapi
Ridterapi eller Hästunderstödd terapi (HUT), är en terapiform bestående av ryttarträning samt hästars skötsel och omsorg.
Hästunderstödd terapi används som tilläggsterapi vid psykosocial ohälsa samt vid rehabilitering av personer med fysiska funktionsnedsättningar.